# لپتسپرمم اسکپاریوم
مانوکا (نام علمی: Leptospermum scoparium) (تلفظ مائوری: [ˈmaːnʉka]؛ گونه‌ای از گیاهان گلدار از خانواده مورد (Myrtaceae) است که بومی نیوزیلند (از جمله جزایر چاتهام) و جنوب‌شرق استرالیا می‌باشد. زنبورها از شهد این گیاه، عسل مانوکا تولید می‌کنند.